# Кшиштоф Кравчик
Кшиштоф Януарий Кравчик (пол. Krzysztof January Krawczyk; нар. 8 вересня 1946, Катовиці, Польща — пом. 5 квітня 2021, Лодзь, Польща) — польський композитор, поп-співак (баритон) та гітарист.
1963–1973 — вокаліст польської біт-групи «Трубадури» (Trubadurzy). Опісля продовжив сольну кар'єру до жовтня 2020 року.
Помер 5 квітня 2021 року, через декілька днів після виходу з лікарні, у якій перебував через COVID-19.